# Esposizione nazionale italiana del 1891

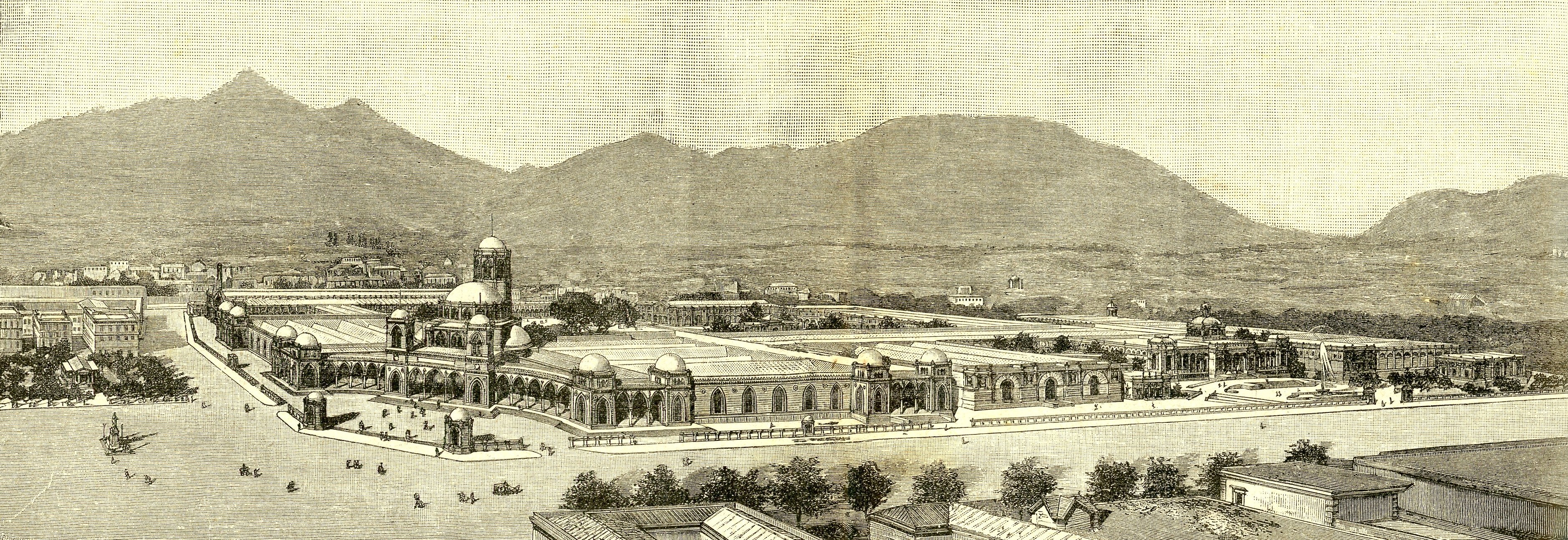
L'Esposizione nazionale di Palermo, incisione.

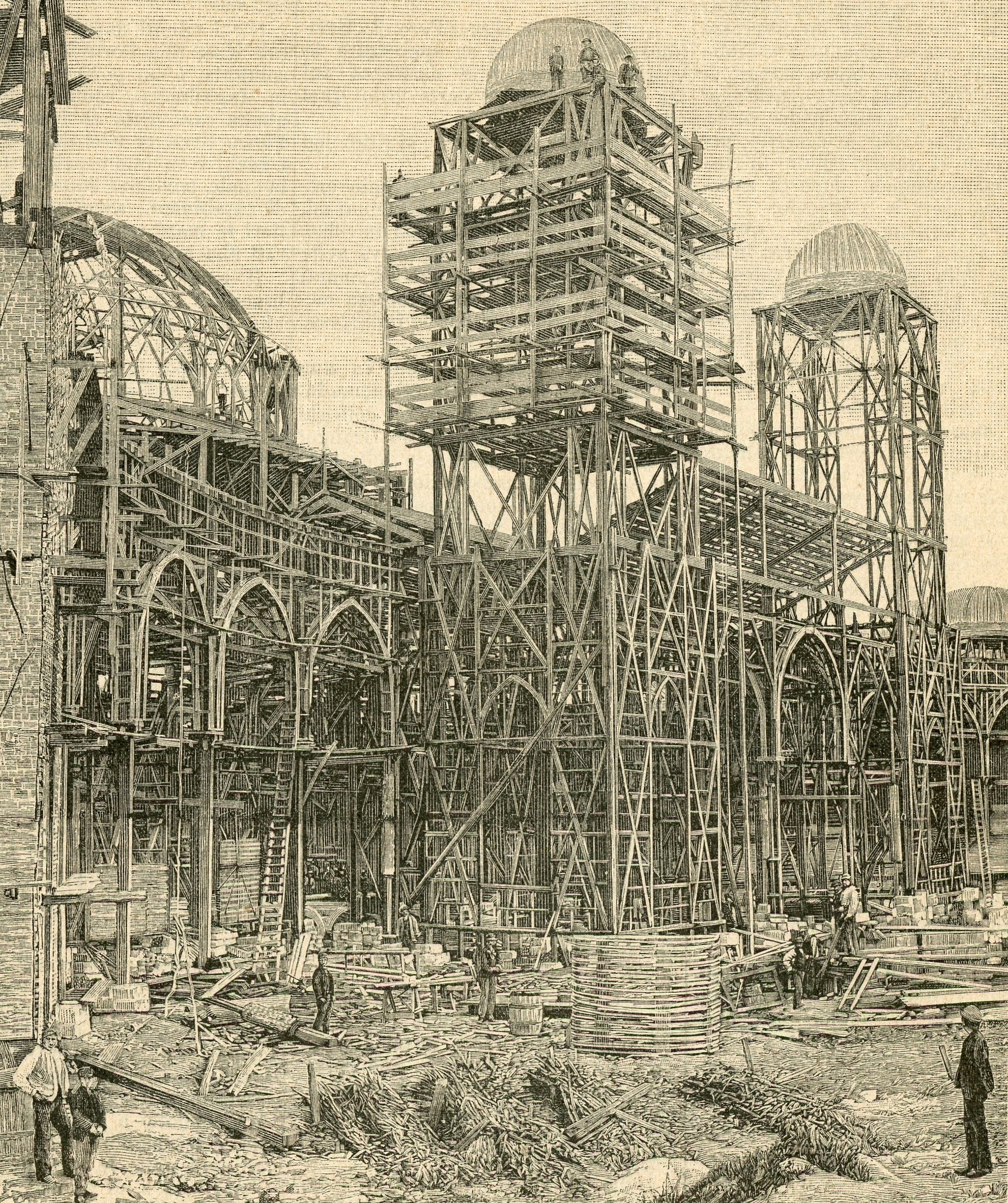
Esposizione Nazionale di Palermo: - L’ingresso principale in costruzione (xilografia).

L'Esposizione nazionale italiana del 1891 fu la quarta edizione dell'esposizione nazionale svoltasi a Palermo, la prima del Mezzogiorno, organizzata con il sostegno di Francesco Crispi.

## Storia

Area del villaggio espositivo sovrapposta alla mappa attuale di Palermo.

La mostra, i cui padiglioni furono progettati in stile arabo dall'architetto Ernesto Basile (1857-1932), venne inaugurata il 15 novembre di quell'anno e restò aperta fino al 5 giugno 1892.
Il villaggio espositivo occupava per intero l'area non edificata del Firriato di Villafranca: a nord era delimitata dall'attuale piazza Crispi e a sud da piazza Castelunovo. L'estensione lineare era di circa 600 metri e il villaggio era attraversato da una linea ferroviaria poi soppressa che servì al trasporto dei materiali da costruzione prima e dei rifornimenti ai padiglioni dopo. A differenza di altre esposizioni simili tenute in Europa, nessuna parte architettonica del villaggio effimero è sopravvissuta. L'area che era occupata dal villaggio è stata in seguito edificata e oggi è indistinguibile dal tessuto urbano sviluppatosi in seguito alla manifestazione. Nella seconda metà del XX secolo, infatti, molti edifici eretti al termine dell'esposizione lasciarono il posto a moderni palazzi multipiano.
La prima idea di esposizione in tale luogo nacque dallo scultore Ettore Ximenes durante la precedente esposizione di Venezia del 1887. 
Alla testa del Comitato esecutivo fu Paolo Beccadelli di Bologna, Principe di Camporeale e deputato del collegio di Siracusa. 
Fu inaugurata dal re Umberto I e dal Presidente del Consiglio dei Ministri del regno, il siciliano Antonio Starabba, marchese di Rudinì che era succeduto da qualche mese al conterraneo Crispi nella carica. L'esposizione fu articolata in dodici divisioni, su un'area di 130.000 m², di cui 70.000 coperti, ebbe 7.000 espositori, e furono emessi 1.205.000 biglietti. 
Furono previsti anche una galleria delle belle arti, una mostra etnografica siciliana e una mostra sull'Eritrea italiana.
La galleria delle Belle Arti comprendeva tre sezioni: Pittura, Scultura e Architettura.
Fu realizzata anche una mostra speciale di elettricità alla quale intervennero 73 espositori, di cui 35 nazionali, 33 francesi e 5 tedeschi.

## Sezione etnografica
La mostra etnografica siciliana fu curata da Giuseppe Pitrè e comprendeva nove sezioni: Costumi; Oggetti di uso domestico; Pastorizia, Agricoltura e Caccia; Veicoli; Alimenti; Spettacoli e Feste; Amuleti, Ex-voto e Oggetti di devozione; Giocattoli e Balocchi fanciulleschi; Libri e libretti.